# مانا (ایوانگیتسا)
مانا (به صربی: Mana) یک منطقهٔ مسکونی در صربستان است که در ایوانئیتسا واقع شده‌است. مانا ۵٫۹۹ کیلومتر مربع مساحت و ۲۰۲ نفر جمعیت دارد.